# 拉迈县
拉迈县，是泰国南部春蓬府的一个县。总面积259.0平方公里，总人口27278人，人口密度105.3人/平方公里（2005年）。

## 行政区划
拉迈县辖有4个区，44个村。